# Aurora Roald
Ulrica Aurora Susanna Roald är en svensk skådespelerska född den 24 augusti 1994 i Stockholm. Hon är syster till Susanna Roald och Styrbjörn Roald, båda skådespelare.

## Filmografi
- 2001 - Känd från TV - förläggarens dotter
- 2002 - Pojken som ville vara isbjörn - björnflickan som liten
- 2004-2005 - Häxan Surtant - prinsessan
- 2005 - Winkys hemlighet - Maaike
- 2006 - Frostbiten - Maria
- 2010 - 7X - Lika barn leka bäst - Sara
- 2013 - Krigarnas Ö - Sandra

## Teater

### Roller
| År   | Roll         | Produktion                 | Regi              | Teater                 |
| ---- | ------------ | -------------------------- | ----------------- | ---------------------- |
| 2005 | Maria Sigrid | Erik XIV August Strindberg | Lennart Hjulström | Stockholms stadsteater |